# سوتيريس ساكيلاريو
سوتيريس ساكيلاريو (باليونانية: Σωτήρης Σακελλαρίου)‏ مواليد 13 نوفمبر 1955 في كافالا، هو لاعب كرة سلة يوناني سابق. يبلغ طوله 6 قدم 8.75 بوصة (2.1 م).

## المسيرة الاحترافية
لعب مع نادي أريس لكرة السلة من سنة 1988 إلى 1990، ثم لعب مع نادي إراكليس سالونيك لكرة السلة من سنة 1990 إلى 1993، ثم لعب مع نادي ماكدونيكوس لكرة السلة في موسم 1993–1994.